# Raymond Vella
Raymond „Ray” Vella (ur. 11 stycznia 1959) – maltański piłkarz  grający na pozycji pomocnika. W swojej karierze rozegrał 67 meczów w reprezentacji Malty i strzelił w nich 2 gole.

## Kariera klubowa
Swoją karierę piłkarską Vella rozpoczął w klubie Marsa FC. W 1974 roku awansował do kadry pierwszego zespołu i w sezonie 1974/1975 zadebiutował w jego barwach w pierwszej lidze maltańskiej. W klubie tym występował do końca sezonu 1984/1985.
W 1985 roku Vella przeszedł do Ħamrun Spartans. Wraz z tym zespołem trzykrotnie wywalczył mistrzostwo Malty w sezonach 1986/1987, 1987/1988 i 1990/1991. Czterokrotnie sięgał po Puchar Malty w sezonach 1986/1987, 1987/1988, 1988/1989 i 1991/1992 oraz pięciokrotnie po Superpuchar Malty w sezonach 1986/1987, 1987/1988, 1988/1989, 1990/1991 i 1991/1992.
W 1992 roku Vella został zawodnikiem St. Andrews FC. Grał w nim do końca swojej kariery, czyli do końca sezonu 1994/1995.

## Kariera reprezentacyjna
W reprezentacji Malty Vella zadebiutował 23 maja 1984 roku w przegranym 0:4 meczu eliminacji do MŚ 1986 ze Szwecją, rozegranym w Norrköping. W swojej karierze grał też w: eliminacjach do Euro 88, MŚ 1990, Euro 92 i MŚ 1994. Od 1984 do 1994 roku rozegrał w kadrze narodowej 67 meczów i strzelił w nich 2 gole.